# Auguste De Boeck
Pour les articles homonymes, voir De Boeck (homonymie).
August De Boeck est un compositeur, organiste et pédagogue musical belge flamand né le 9 mai 1865 à Merchtem, et qui y meurt le 9 octobre 1937.

## Biographie

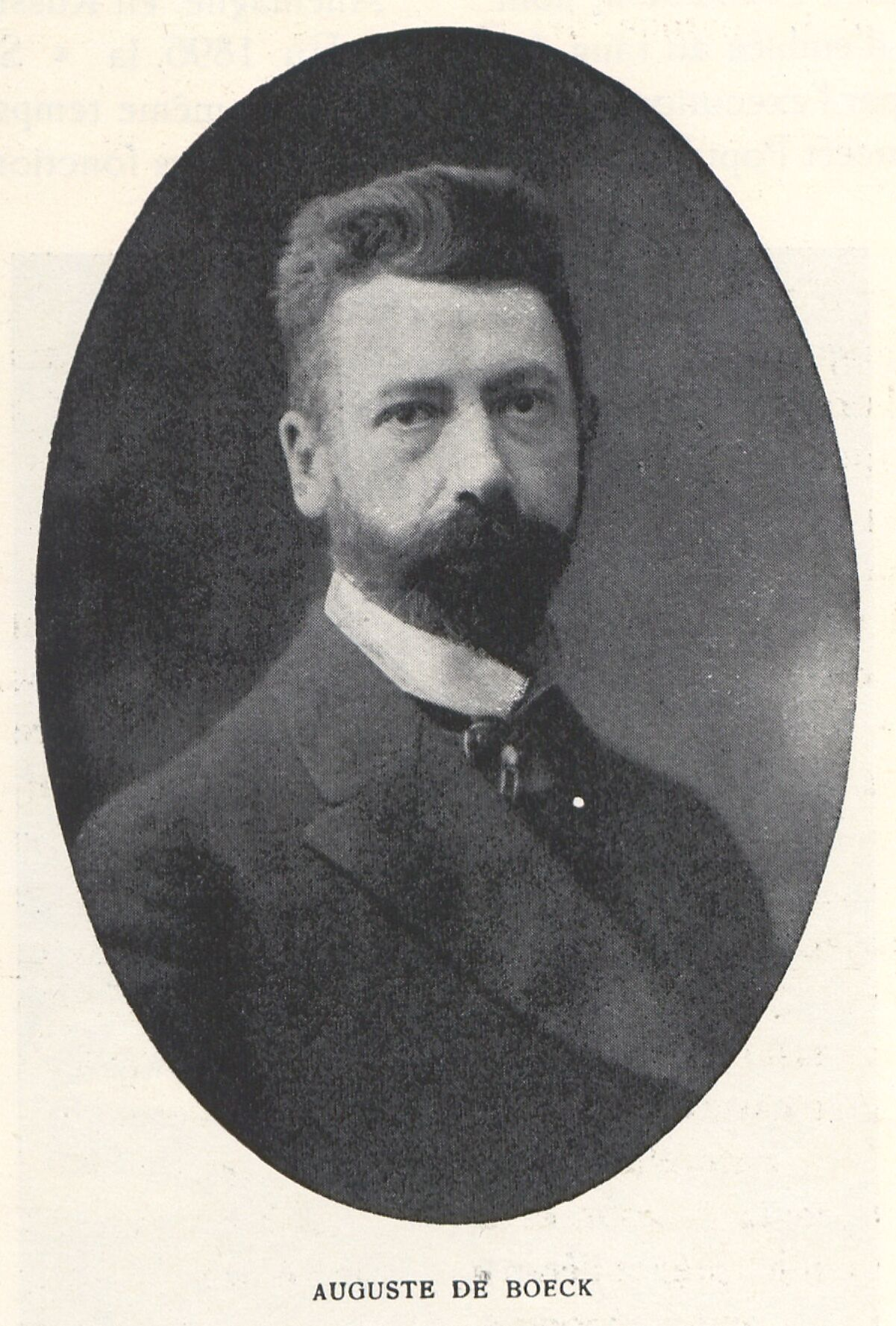

Dès 1880, il étudie l'orgue au Conservatoire royal de Bruxelles avec Alphonse Mailly, dont il est l'assistant jusqu'en 1902. En 1889, il rencontre le jeune Paul Gilson, qui devient son ami, professeur pour l'orchestration et motivateur pour la composition.
Il est organiste dans de multiples églises belges (1892-1894 à Merchtem, 1894-1920 à Ixelles). Sa carrière académique continue en 1907 comme professeur d'harmonie au conservatoire d'Anvers (1909-1920) et de Bruxelles, et comme directeur de celui de Malines (1921-1930). En 1930, il se retire dans sa ville natale.
Son style est influencé par le Groupe des Cinq (surtout Rimsky-Korsakov) et il introduit l'impressionnisme musical en Belgique.
Il est membre du cercle De Scalden.

## Œuvres

### Œuvres orchestrales
- 1893 Rhapsodie dahoméenne
- 1895 Symphonie en sol
- 1923 Fantaisie sur deux chansons flamandes
- 1926 Fantaisie pour hautbois et orchestre
- 1929 Concerto pour violon et orchestre
- 1931 Nocturne
- 1932 Concerto pour piano et orchestre
- 1936 Cantilène pour violoncelle et orchestre de chambre
- 1937 In schuur
- Cinderella, poème symphonique
- Élégie pour orchestre de cordes
- Gavotte pour orchestre de cordes

### Œuvres sacrées
- Trois messes, pour trois voix et orgue
- 17 chansons spirituelles
- 1898 Trois pièces pour orgue

1. Prélude
2. Andante
3. Allegretto
- Allegro con Fuoco, pour orgue
- Marche nuptiale, pour orgue

### Œuvres profanes vocales
- Chansons : 111 sur des paroles néerlandaises, dont 57 chansons pour enfants ; 45 sur des paroles françaises ; 
  - Deux nouvelles Stances, pour mezzo-soprano et piano
  - Enfantines, quatre chansons pour mezzo-soprano et piano
  - J'avais un cœur, pour baryton et orchestre
  - In het woud, pour soprano et orchestre (d'après un texte de G. J. P. van Straaten)
  - L'église paysanne, pour baryton et orchestre
  - Mignonne, pour baryton et orchestre
  - Pour tes dents de nacre, pour mezzo et orchestre
  - Six chansons d'après des poèmes de Jeanne Cuisinier, pour mezzo et piano
  - Soirée de septembre, pour baryton et orchestre
  - Stances à Marylyse, six chansons pour mezzo et orchestre
  - Deux chansons d'après des poèmes de Charles van Lerberghe, pour mezzo et piano
- 12 cantates
  - Gloria Flori, pour chœur et orchestre
- 38 motets

### Opéras et scène
- 1901 Théroigne de Méricourt, Singspiel en deux actes - livret de Léonce du Catillon
- 1903 Winternachtsdroom, Singspiel en un acte - livret de Léonce du Catillon
- 1906 De Rijndwergen, conte de fées musical en trois actes - livret de Pol de Mont
- 1909 Reinaert de Vos, opéra en trois actes - livret de Raf Verhulst
- 1918 Papa Poliet, opérette - livret de Jan Vanderlee
- 1921 La Route d'Emeraude, opéra lyrique en quatre actes - livret de Max Hautier d'après le roman homonyme d'Eugène Demolder
- 1929 Totole, opérette - livret d'A. V. Lions

### Ballets
- 1895 Cendrillon
- 1896 La Phalène

### Musique diverses
- 1894 La Chevalière d’Eon (Georges Eekhoud)
- 1909 Jesus de Nazarener (Raf Verhulst)

### Musique de chambre
- 50 compositions pour piano
  - Nocturne, pour piano seul
- 19 œuvres pour piano et instrument soliste
  - Sonata, pour violoncelle et piano (1894)
  - Cantilene, pour violoncelle et piano

### Œuvres pour fanfare
- 1893 Rhapsodie dahoméenne
- 1896 Suite symphonique de La Phalène / De Nachtvlinder
- 1902 Fantaisie
- 1912 Jubelmars - Marche jubilaire
- 1929 Excelsior
- 1934 Geuze Lambik (Gueuze Lambic)
- 1935 Vrijheidsgeest (Esprit de liberté)
- Pasquinade
- Marche nuptiale
- Marche solennelle
- Ave
- Bever en zoom
- Dyones
- Fanfare
- Impromptu
- Kapperpolka
- Oomken
- Pan
- Siskioo
- Scherzando
- Wozonmarch
- Floria patri
- Panache
- Soetendael
- Supermarch
- Snip - Snap
- Triplex
- Wals (Valse)
- Plechtige Stoet (Cortège solennel)

## Décoration
- Commandeur de l'ordre de Léopold[3]